# Discherodontus
Discherodontus is een geslacht van straalvinnige vissen uit de familie van karpers (Cyprinidae).

## Soorten
- Discherodontus ashmeadi (Fowler, 1937)
- Discherodontus halei (Duncker, 1904)
- Discherodontus parvus (Wu & Lin, 1977)
- Discherodontus schroederi (Smith, 1945)